# George MacKinnon Wrong
George MacKinnon Wrong (25 juin 1860 - 29 juin 1948) est un pasteur et historien canadien.

## Biographie
Né à Grovesend dans le Comté d'Elgin, Canada-Ouest (maintenant en Ontario), il est ordonné prêtre anglican en 1883 après avoir fréquenté le Wycliffe College. En 1894, en tant que successeur de Daniel Wilson, il est nommé professeur et chef du département d'histoire de l'Université de Toronto dont il prend sa retraite en 1927. Il est élu membre de la Société royale du Canada en 1908 et reçoit un doctorat honorifique en droit de l'Université McGill en 1919 et de l'Université de Toronto en 1941. Wrong est décédé à Toronto, en Ontario, le 29 juin 1948.
Croyant au devoir moral de l'historien d'interpréter le passé pour les besoins actuels de la société, Wrong considère l'histoire du Canada en fonction des origines britanniques et françaises du pays et de la présence américaine. À titre d'enseignant, d'administrateur, d'écrivain et de force motrice aux débuts de la Société historique du Canada, il contribue à fournir une base intellectuelle à une nationalité canadienne en développement. En 1896-1897, il fonde la Review of Historical Publications Relating to Canada (depuis 1920 la Canadian Historical Review) et en 1905 il co-fonde la Champlain Society. Il rédige de nombreuses monographies et textes sur l'histoire du Canada, le meilleur étant A Canadian Manor and Its Seigneurs (1908).
Le fils aîné de Wrong, Murray, est un ami de longue date de Vincent Massey. Il "a assumé ses robes ecclésiastiques" en 1915 pour assister au mariage de Massey avec Alice Parkin. Wrong possède une propriété près de Canton, en Ontario. Massey achète la propriété adjacente en 1918 et en fait sa résidence principale, Batterwood House, en 1927 .

## Vie privée
En 1886, Wrong épouse Sophia Hume Blake, la fille d'Edward Blake, premier ministre de l'Ontario (1871 à 1872) et chef du Parti libéral du Canada (1880 à 1887). Ils ont cinq enfants:
- Margaret Christian Wrong (1887–1948); éducateur [4]
- Edward Murray Wrong (1889-1928); historien et universitaire d'Oxford [5]
- Harold Verschoyle Wrong (1891-1916); officier de l'armée britannique, tué au combat lors de la bataille de la Somme pendant la Première Guerre mondiale [6]
- Humphrey Hume Wrong (1894–1954); diplomate
- Agnès Honoria Wrong (1903-1995)

L'historienne Rosalind Mitchison et le médecin Oliver Wrong (en) sont tous deux des petits-enfants d'Edward Murray Wrong. Le sociologue Dennis Wrong (en) est son petit-fils par Humphrey Hume Wrong.
Tous les enfants de Wrong et leur père sont diplômés de l'Université de Toronto.

## Publications
- La conquête de la Nouvelle-France (1910)
- La chute du Canada (1914)
- Les États-Unis et le Canada: une étude politique (1921)
- L'ascension et la chute de la Nouvelle-France (1928)
- Histoire de la Grande-Bretagne (1929)
- Le Canada et la révolution américaine : la perturbation du premier empire britannique (1935)